# کریستین فلچر
کریستین فلچر (انگلیسی: Kristian Fletcher؛ زادهٔ ۶ اوت ۲۰۰۵) بازیکن فوتبال اهل ایالات متحده آمریکا است که در حال حاضر به صورت قرضی از باشگاه فوتبال دی‌سی یونایتد برای باشگاه فوتبال ناتینگهام فارست بازی می‌کند. 
وی همچنین در تیم‌های ملی فوتبال زیر ۱۷ سال ایالات متحده آمریکا و زیر ۱۹ سال این کشور بازی کرده است.